# Bridges (Alika Milova)
Bridges è un singolo della cantante estone Alika Milova, pubblicato il 2 dicembre 2022 come terzo estratto dal primo album in studio Alika.
È stato riconosciuto come canzone dell'anno agli Eesti Muusikaauhinnad.

## Promozione
Il 1º novembre 2022 è stata confermata la partecipazione di Alika Milova all'Eesti Laul 2023, festival utilizzato per selezionare il rappresentante estone all'annuale Eurovision Song Contest. Bridges, il suo brano per la competizione, è stato pubblicato in digitale il successivo 2 dicembre insieme a quelli degli altri partecipanti. Dopo essersi qualificata dalla seconda semifinale dell'Eesti Laul il 14 gennaio 2023, l'11 febbraio Alika Milova si è esibita nella finale, dove il televoto l'ha scelta come vincitrice fra le 12 proposte e rappresentante nazionale all'Eurovision Song Contest 2023 a Liverpool. Nel maggio successivo, dopo essersi qualificata dalla seconda semifinale, Alika si è esibita nella finale eurovisiva, dove si è piazzata all'8º posto su 26 partecipanti con 168 punti totalizzati.

## Tracce
Testi e musiche di Alika Milova, Wouter Hardy e Nina Sampermans.
1. Bridges – 3:05

## Classifiche
| Classifica (2023) | Posizione massima |
| ----------------- | ----------------- |
| Islanda           | 40                |
| Lituania          | 20                |